# (32501) 2000 YV135
2000 YV135 (asteroide 32501) é um asteroide troiano de Júpiter. Possui uma excentricidade de 0.06874010 e uma inclinação de 32.11976º.
Este asteroide foi descoberto no dia 22 de dezembro de 2000 por LINEAR em Socorro.